# Hanefi Avcı

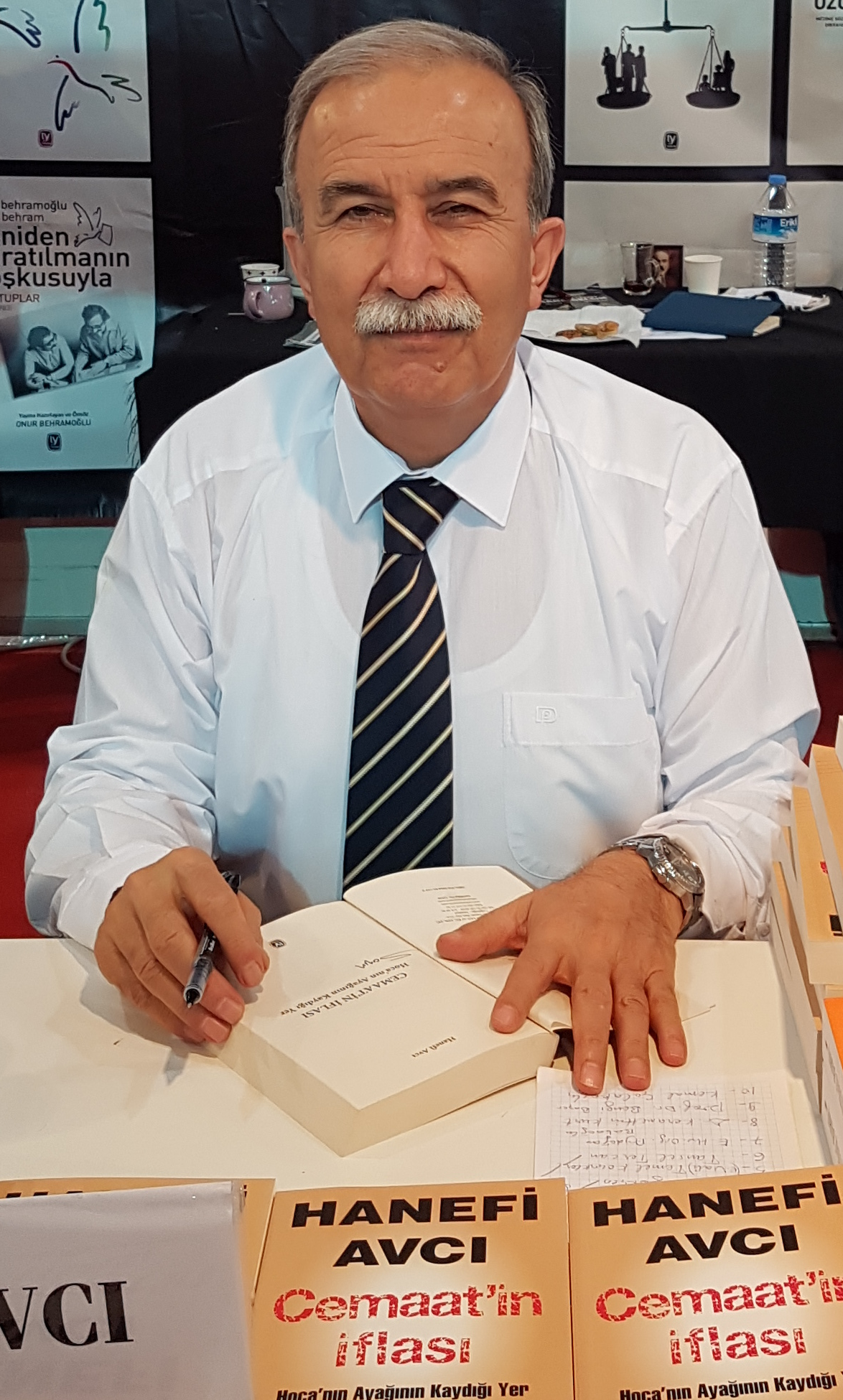
Hanefi Avcı

Hanefi Avcı (* 1956 im Dorf Karabıyıklı im Landkreis Pazarcık der Provinz Kahramanmaraş) ist ein türkischer Buchautor und ehemaliger Polizeipräsident.

## Jugend und Ausbildungszeit
Avcı begann seine Ausbildung in seinem Heimatdorf Karabıyıklı an der dortigen Grundschule. Die Mittelschule besuchte er in Karşıyaka, Gaziantep. Seinen Gymnasialabschluss machte er am Polizeikolleg in Ankara. 1976 absolvierte er die Polizeiakademie. Danach besuchte er das Polizeiinstitut und studierte gleichzeitig an der Universität Ankara bis 1980 Jura.

## Karriere
Schon während seiner Studienzeit und darüber hinaus von 1976 bis 1984 war er als Kommissar in Gülnar und Mut in der Provinz Mersin auf dem Polizeirevier und in der Terrorbekämpfung tätig. Dort war er für den Foltermord an Ali Uygur verantwortlich. Bei einem weiteren 12-jährigen Folteropfer entschuldigte er sich viele Jahre später vor laufender Kamera. Nach den zunehmenden Unruhen in Diyarbakır wurde er ins dortige Direktorat des polizeilichen Nachrichtendienstes versetzt, wo er acht Jahre aktiv war. 1992 erhielt er den Posten des Direktors des polizeilichen Nachrichtendienstes von Istanbul. 1996 wurde er zum stellvertretenden Direktor der nachrichtendienstlichen Abteilung der türkischen Polizei befördert. Als er nach dem Susurluk-Skandal vor einer Parlamentsaufklärungs-Kommission aussagte, dass im Rahmen der Antiterrorbekämpfung illegale Banden gegründet wurden, kam es zu mehreren Verfahren gegen ihn. Da er seine Aussage auch der Presse mitteilte, wurde er vom Dienst suspendiert. Dabei machte er unter anderem publik, dass der türkische Geheimdienst MİT Verbindungen zum Yeşil genannten Mafiakiller Mahmut Yıldırım unterhielt. Aufgrund seiner Aussagen wurde er mit der Anschuldigung, Staatsgeheimnisse verraten zu haben, auf Anweisung des Staatssicherheitsgerichts von Ankara festgenommen. Ein anderer Anklagepunkt gegen ihn war die angebliche Beleidigung der Jandarma-Kommandantur, weil er die Existenz von JİTEM bestätigte. Auch zu seinen geheimen Ermittlungen, die er gegen das Militär im Rahmen von dessen illegalen Aktivitäten führte, musste er aussagen. In diesen Ermittlungen ging es um die Einflussnahme der Militärs auf die Politik im Zusammenhang mit dem sogenannten postmodernen Putsch vom 28. Februar 1997, der zum Sturz der damaligen Regierung führte. Aufgrund seines Freispruchs vor Gericht konnte per Gerichtsbeschluss seine Suspendierung aufgehoben werden. Dies führte aber dazu, dass er bis 2003 nur im Verwaltungsbereich eingesetzt wurde. 2003 wurde er Direktor der Polizeiabteilung für Schmuggel und organisierte Kriminalität. Seiner eigenen Aussage zufolge war er aber zu erfolgreich in diesem Bereich, was manchen Kräften nicht gefallen habe. Das habe wiederum dazu geführt, dass er als Provinzpolizeipräsident in die Provinz Edirne geschickt worden sei. Nachdem er auch dort im Rahmen einer geheimen Operation eine Bestechungsbande innerhalb der Polizei und des Zolls aufdeckte, wurde er nach Eskişehir versetzt. Zu einem weiteren Bruch in seiner Karriere kam es nach Erscheinen seiner Autobiografie.

## Autobiographisches Buch
Der sich selbst als islamisch-konservativ bezeichnende Avcı berichtet in dem Buch darüber, wie die islamisch-konservative Bewegung von Fethullah Gülen die türkische Polizei seiner Meinung nach landesweit soweit unterwandert habe, dass sie inzwischen zum Teil von ihnen kontrolliert werde. In diesem Zusammenhang schreibt er auch über illegale Abhöraktionen und andere illegale Aktivitäten dieser Gruppe. Kurz nach Erscheinen seines Buches wurde ein neues Ermittlungsverfahren wegen angeblicher Mitgliedschaft in einer linksextremistischen Terrororganisation gegen Avcı eröffnet. Aufgrund des Verfahrens trat Avcı von seinem Posten als Polizeidirektor von Eskişehir zurück und wurde einige Zeit darauf verhaftet. Er selber sagt dazu, dass er nichts anderes erwartet habe und die Anschuldigungen absolut absurd seien.
Vier Abgeordnete der oppositionellen CHP teilten der Öffentlichkeit, nach dem sie Avcı besucht hatten, mit, dass sie schockiert seien über das Ausmaß der Unterwanderung durch die Gülen-Bewegung. Unterstützung findet der Polizeipräsident aber nicht nur unter Oppositionellen, sondern sogar unter manchen der Regierungspartei AKP nahestehenden Journalisten, die seine Inhaftierung kritisieren.
Nach dem Vorwurf der Mitgliedschaft in der linksextremistischen Organisation Devrimci Karargah wird Avcı nun auch durch den Staatsanwalt Zekeriya Öz die Mitgliedschaft in der vermeintlichen Organisation Ergenekon vorgeworfen. Am 20. Juli 2013 wurde er zu 15 Jahre Haft verurteilt. Am 20. Juni 2014 wurde er aus der Haft entlassen. 2016 wurde nachgewiesen, dass die Organisation Ergenekon nicht existiert. Das Verfahren um die Mitgliedschaft bei Devrimci Karargah endete im Mai 2017 mit einem Freispruch.

## Auszeichnungen
2006 bekam er von TASAM einen Preis für strategisch visionäre Bürokraten verliehen.